# Russische Option
Russische Optionen sind spezielle Derivate und gehören zur Klasse der exotischen Optionen. Dieser Optionstyp ähnelt Lookback-Optionen, hat allerdings keinen Verfallszeitpunkt. Eine Russische Option gibt dem Halter die Möglichkeit, die Option zu jeder Zeit auszuüben und den bestmöglichen Zeitpunkt abhängig von der Entwicklung des zugrunde liegenden Basiswerts frei zu wählen.